# Вальтер Бенінг
Вальтер Адольф Герман Бенінг (нім. Walter Adolf Hermann Böning; 14 січня 1894, Ольденбург — 7 лютого 1981, Бад-Арользен) — німецький льотчик-ас, лейтенант резерву Баварської армії.

## Біографія
Учасник Першої світової війни, спочатку служив в 19-му баварському піхотному полку. 10 лютого 1916 року розпочав підготовку на льотчика. 25 травня 1916 року направлений в баварський 6-й льотний дивізіону. В листопаді 1916 року отримав призначення в 19-у винищувальну ескадрилью, у складі якої до кінця вересня 1917 року здобув 6 перемог. З 5 жовтня 1917 року — командир баварської 76-ї винищувальної ескадрильї. На літаку Бенінга Albatros D.V, на якому він літав у складі 76-ї винищувальної ескадрильї, на задній частині фюзеляжу була нанесена емблема у вигляді біло-блакитної «шахової дошки» (частина герба Королівства Баварія).
30 травня 1918 року здобув дві свої останні перемоги, оскільки наступного дня отримав тяжке поранення в нижню частину лівої ноги під час бойового вильоту на Albatros D.Va 5765/17. Його атакував патруль Camel із 70-ї ескадрильї після повітряного зіткнення літака Бенінга з літаком віцефельдфебеля Георга Маркерта. Ушкодження обох машин, отримані при цьому зіткненні, визначили їхню поразку в зіткненні з англійськими пілотами. При цьому Маркерт був збитий і загинув, а Бенінг зумів повернутися на аеродром, але більше у бойових діях за станом здоров'я не брав участі.

## Нагороди
- Залізний хрест
  - 2-го класу
  - 1-го класу (жовтень 1916)
- Золота медаль «За хоробрість» (7 травня 1915)
- Орден «За військові заслуги» (Баварія) 4-го класу з мечами і короною
- Військовий хрест Фрідріха-Августа (Ольденбург) 2го і 1-го класу
- Королівський орден дому Гогенцоллернів, лицарський хрест з мечами
- Почесний хрест ветерана війни з мечами